# Mala Waldron
Mala Waldron (* 30. Mai 1958 in New York City) ist eine amerikanische Jazz- und R-&-B-Musikerin (Keyboards, Gesang, Komposition).

## Leben und Wirken
Waldron, die aus einer musikalischen Familie stammt (ihr Vater ist der Pianist Mal Waldron, ihre Großmutter mütterlicherseits war eine Pianistin aus der Karibik), die sie in jungen Jahren mit dem Calypso vertraut machte. Im Alter von sieben Jahren begann sie mit dem Klavierunterricht. Mit 15 Jahren trat sie öffentlich mit einer lokalen R-&-B-Band, Liquid Pleasure, auf, mit der sie einen Plattenvertrag bei RCA Records (Midland International) erhielt. Dann absolvierte sie die State University of New York in Old Westbury, wo sie bei Makanda Ken McIntyre, Richard Harper, Warren Smith und Amina Claudine Myers Jazzpiano, Gesang und Komposition bis zum Bachelor-Abschluss studierte.
Im Laufe ihrer weiteren Karriere trat sie in Japan, Frankreich, Italien, Belgien, Italien, Weißrussland und Russland auf. Waldron legte mehrere Alben unter eigenem Namen vor, 1996 Lullabye, ein Tributalbum an ihre Patentante Billie Holiday. Gemeinsam mit ihrem Vater entstand in Japan das Album He’s My Father (Tokuma 1996). Das Album Always There war bei JazzUSA eine der TOP-10-CDs von 2006. Ihr aktuelles Album Deep Resonance (Soulful Sound 2016) hat gute Kritiken erhalten. Neben ihren eigenen Gruppen spielte sie bei ArushA, im Jim Cammack Trio und weiteren Bands. Sie ist auch auf Alben von Jabbo Ware und Mimi Jones zu hören.